# Montmorency (Metro Montreal)

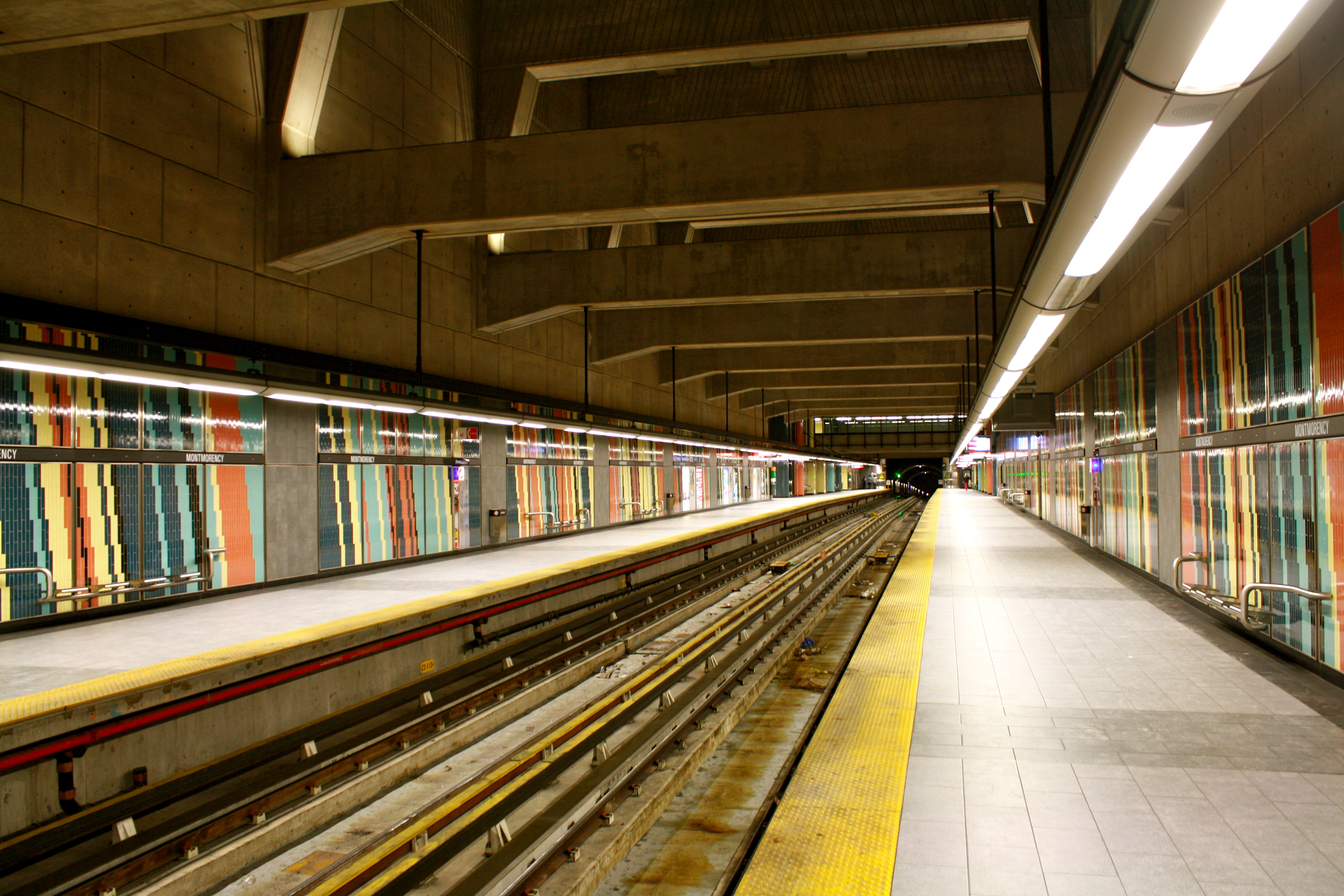
Blick auf die Bahnsteige

Montmorency ist eine U-Bahn-Station in Laval, einem Vorort von Montreal. Sie befindet sich im Stadtteil Laval-des-Rapides an der Kreuzung von Rue Jacques-Tétreault und Rue Lucien-Paiement. Es handelt sich um die nördliche Endstation der orangen Linie 2 der Metro Montreal. Im Jahr 2019 nutzten 5.590.748 Fahrgäste die Station, was dem 13. Rang unter den insgesamt 68 Stationen der Metro Montreal entspricht.

## Bauwerk

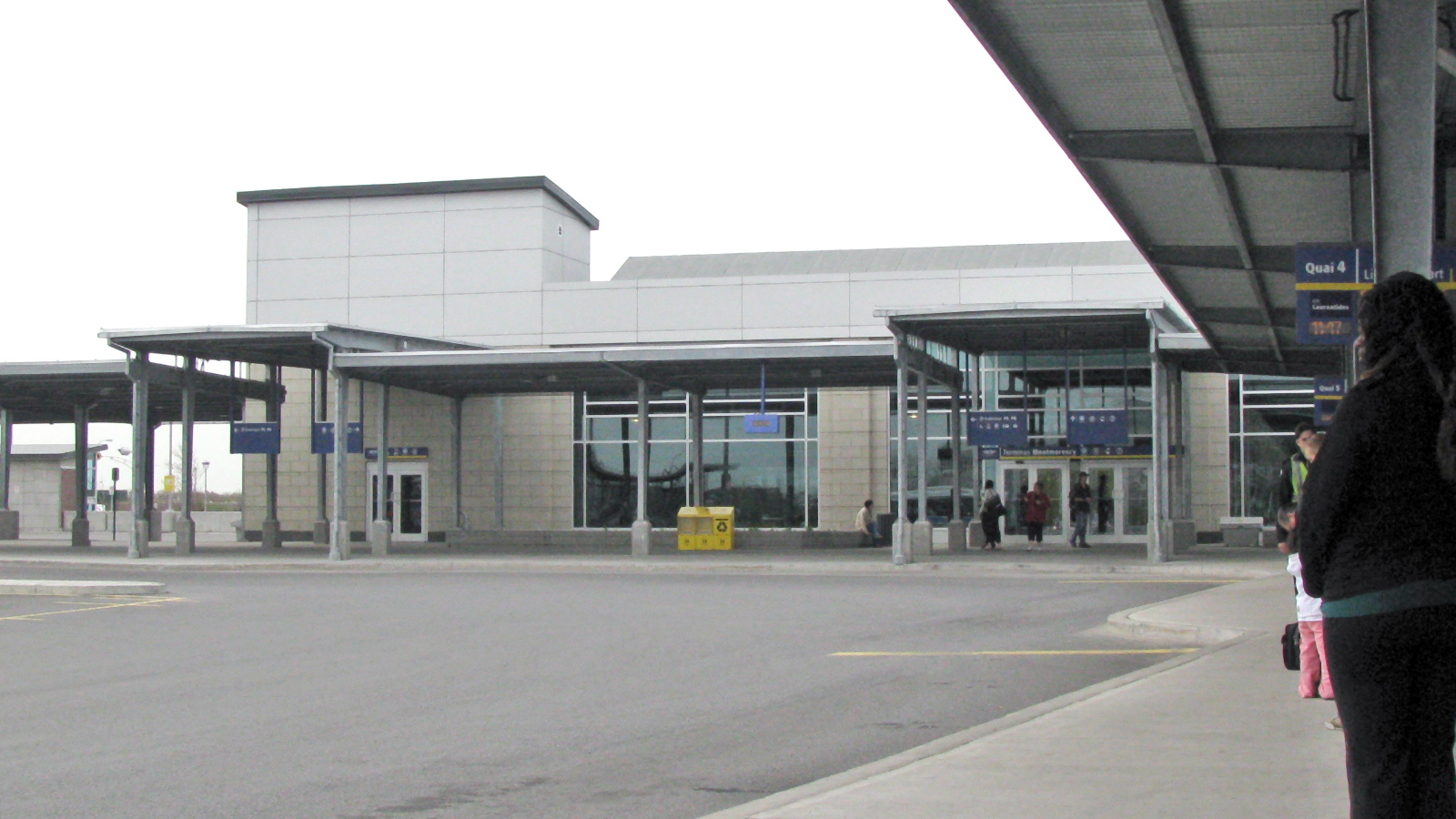
Eingangspavillon beim Busbahnhof

Die von Guillermo Farregut entworfene Station entstand in offener Bauweise in einer ausgedehnten Grube. Charakteristisch sind die weiten Flächen und das große Volumen des Innenraums. Die Distanz zwischen den Seitenbahnsteigen und der Decke ist die größte im gesamten Metronetz. Bögen und Strebepfeiler verteilen den Druck der umgebenden Erdmassen. Die Wände der Bahnsteigebene sind mit Fliesen verkleidet, in einem Muster aus verschiedenfarbigen diagonalen Streifen. Die Verteilerebene am oberen Ende des Treppenschachts führt zu zwei Eingangspavillons.
Die Entfernung zur benachbarten Station De La Concorde, von Stationsende zu Stationsanfang gemessen, beträgt 847,60 Meter. Unmittelbar neben der Station befindet sich ein Busbahnhof, der von der Autorité régionale de transport métropolitain (ARTM) betriebene Terminus Montmorency. Von dort aus verkehren 20 Buslinien der Société de transport de Laval. Hinzu kommen sechs Linien von exo, die verschiedene Gemeinden in der Region Rive-Nord erschließen. Außerdem unterhält die ARTM eine Park-and-ride-Anlage mit 1327 Parkplätzen.

## Kunst
Das Werk Les fluides („Die Strömungen“) von Hélène Rochette schmückt den Haupttreppenschacht und den Busbahnhof. Von der Decke hängen vier große Gebilde aus Aluminium und Chromstahl, die mit hell leuchtenden Ölfarben bemalt sind. Ihre geschwungenen Formen erinnern an fliegende Vögel und durchbrechen damit die ansonsten vorherrschende Geradlinigkeit der Station selbst.

## Geschichte
Die Eröffnung der Station und des nördlichsten Abschnitts der orangen Linie erfolgte am 28. April 2007, zusammen mit dem Teilstück von Henri-Bourassa her. Namensgeber ist das nahe gelegene Collège Montmorency. Dieses Gymnasium wiederum ist nach François de Montmorency-Laval (1623–1708) benannt, dem ersten Bischof von Québec. Das im Jahr 2011 veröffentlichte Stadtentwicklungsprogramm ÉvoluCité sieht vor, beide Enden der orangen Linie zu verbinden und dadurch eine Ringlinie zu schaffen. Ein kurzer Abzweig in nördlicher Richtung würde das Einkaufszentrum Carrefour Laval erschließen.